# Пяски (гміна Одживул)
Пя́ски (пол. Piaski) — село в Польщі, у гміні Одживул Пшисуського повіту Мазовецького воєводства.
У 1975—1998 роках село належало до Радомського воєводства.